# Doris Baaten
Doris Baaten (Maastricht, 12 april 1956) is een Nederlands actrice.
In haar jeugd studeerde Doris Baaten aan de Academie voor Kleinkunst. Zij speelde in een groot aantal musicals. Zo was ze naast Jasperina de Jong te zien in Fien & Marlene. Ook speelde zij de rol van Madame Thénardier in de musical Les Misérables. In de jaren '80 werkte ze mee aan Sesamstraat met name aan de nasynchronisatie van de Amerikaanse onderdelen.
Verder speelde Baaten in de musicals My Fair Lady als Eliza, in Evita als Evita Peron, in Blood Brothers als mevrouw Jonkers, in de rol van Corina in Rex en in Schone Schijn (Keeping Up Appearances) als Hyacinth Bucket.
Eind 2011 was zij als Myra te zien in de musical Droomvlucht van Efteling Theaterproducties en Joop van den Ende Theaterproducties.
in het seizoen 2017 - 2018 was ze te zien als de alternate van Simone Kleinsma als Annie M.G. Schmidt in de musical Was getekend, Annie M.G. Schmidt.

## Carrière

### Theater
- Fien & Marlene - (samen met Jasperina de Jong)
- Les Misérables - Ensemble/ Understudy Madame Thénardier
- Sweeney Todd - Bedelares
- My Fair Lady - Eliza
- Evita - Evita Peron
- Blood Brothers - Mevrouw Jonkers
- Rex - Corina
- Closer than Ever (samen met Henk Poort en Marjolein Keuning)
- Elisabeth - Aartshertogin Sophie
- De Gidsen - (van Edward Montie)
- Facelift - (van Guus Vleugel)
- Marlene Dietrich - Vivian Hoffman
- Mamma Mia! - Roos
- De Vliegende Hollander
- Fame - Ms Sherman
- Forbidden musicals on Tour - Soliste
- Anatevka - Golde, de vrouw van hoofdrolspeler Tevye
- Chicago - Mama Morton
- Schone Schijn - Hyacinth Bucket
- Droomvlucht - Oma (2011-2012)
- Hij Gelooft in Mij - Friedel van Galen (2012-2015)
- Kabaal en liefde - hoofdrol, toneel, 2013
- Sweeney Todd - Lucy Barker (2014)
- De Tweeling  - Elisabeth/Ensemble (2015/2016)
- Elisabeth in concert - Aartshertogin Sophie (2017)
- Fiddler on the Roof - Yente (vanaf 2017)
- Was getekend, Annie M.G. Schmidt - alternate Annie M.G. Schmidt (2017-2018)
- Elisabeth in concert - Aartshertogin Sophie (2018)
- Annie (musical) - President Roosevelt (2019/2020)
- Een heel leven samen - Ida (oud) (2020)
- Hoog Spel (2021)
- Annie (musical) (reprise) - President Roosevelt (2022)
- Hello Again (2022)
- Hoog Spel (reprise) (2022/2023)
- Murder on the Nile (2024-2025)

### Televisie
- Sesamstraat - Donna Schaap / Gravin / Klaartje / Marga Praatgraag / Polly Darton (1976)
- Alfred J. Kwak - Ollie de Ooievaar (1989-1991)
- Entrée (NCRV) - presentatrice
- Weekend - Anneloes  (1992)
- De Sylvia Millecam Show - Renate Klasema , afl. De Kneus (1995)
- Gemeentebelangen (TROS) - Annemarie Hussert (2003)
- Shouf shouf! afl. autorijschool mussi - Rijinstructeur (2007)
- Gooische Vrouwen - makelaar (2007)
- Voetbalvrouwen - Bregtje Geurtsen (2007)
- Keyzer & De Boer Advocaten (2008) - Bregtje Geurtsen (Afl., De Laatste Halte)
- Danni Lowinski (2013) - Gastrol, dame met het haar
- Bagels & Bubbels (2015) - Ans Kremer
- Flikken Rotterdam (2019) - Conchita Smit
- Dertigers (2024) - Ellen

### Film
- De dans der vierkanten waarin opgenomen Elly, of het beroemde stuk - (1980)
- Iedereen kent Suus - (1998)
- Sloophamer - Nel, (2003)
- Enchanted - Koningin Narissa (2008, stem)
- M.A.N. - Amy (2009)
- Win/Win -  (2010)
- De overloper - Rechter (2012)
- De zevende hemel (2016)
- Cars films - Lizzie (2006-2017, stem)
- Pinocchio - Wood Spirit en Death (2022, stem)
- Zwanger & Co - oma (2022)
- Hoe ik leerde vliegen - Lotte (2022, stem)